# Jonatan Bauman
Jonatan Jesús Bauman (Sunchales, 30 marzo 1991) è un calciatore argentino, attaccante dell'Atlanta.

## Carriera

### Club
Ha giocato nella prima divisione dei campionati argentino, greco, indonesiano, malaysiano, ecuadoriano e cileno.
Cresciuto nelle giovanili dell’Unión de Sunchales, Jonatan Bauman debutta nel calcio professionistico con il Colón di Santa Fe nella stagione 2009-2010, collezionando 13 presenze e 2 reti in massima divisione argentina. Successivamente viene ceduto in prestito al Patronato, con cui disputa 14 partite senza segnare, e poi al Deportivo Armenio, dove segna 3 gol in 16 presenze nella stagione 2011-2012.
Nel 2013 si trasferisce in Cile al Santiago Morning, con cui realizza 3 reti in 12 presenze. Tornato in Argentina, gioca con il Gimnasia di Jujuy (31 presenze e 5 gol), Tiro Federal (14 presenze e 7 gol) e Instituto di Córdoba, dove segna 6 gol in 33 partite.
Nel 2016 fa ritorno all’Unión de Sunchales (10 presenze e 5 reti), poi si trasferisce al Guillermo Brown, dove mette a segno 8 reti in 41 presenze. Nella stagione 2017-2018 vive un’esperienza europea con i greci dell’Kerkyra, scendendo in campo 9 volte.
Nel 2018 si trasferisce in Indonesia, firmando con il Persib Bandung, dove si mette in evidenza con 12 reti in 26 partite. Nel 2019 gioca in Malaysia con il Kedah, segnando 6 reti in 18 presenze, e nel 2020 torna in Indonesia all’Arema FC, disputando però solo 2 gare.
Rientrato in Argentina nel 2020, veste la maglia del Quilmes (2 gol in 8 presenze), prima di trasferirsi in Ecuador, dove vive una stagione straordinaria con il Mushuc Runa, segnando 12 gol in 13 presenze. Le sue prestazioni attirano l’attenzione dell’Independiente del Valle, con cui gioca tra il 2021 e il 2022, collezionando 47 presenze e 20 reti.
Nel 2023 passa al Barcelona SC di Guayaquil, con cui gioca 25 partite e segna 2 gol. Dopo una nuova parentesi al Mushuc Runa (11 presenze e 1 rete) e una breve esperienza in Cile con il Coquimbo Unido (11 presenze e 2 gol), nel 2025 fa ritorno in Argentina firmando per l’Atlanta.

### Nazionale
Ha giocato 2 partite nella nazionale argentina Under-20.

## Palmarès

### Club

#### Competizioni nazionali
- Campionato ecuadoriano: 1

Independiente del Valle: 2021
- Copa Ecuador: 1

Independiente del Valle: 2022

#### Competizioni internazionali
- Coppa Sudamericana: 1

Independiente del Valle: 2022

### Individuale
- Capocannoniere del campionato ecuadoriano: 1

2021 (26 gol)